# エリック・ライヴリー
エリック・ライヴリー（Eric Lively, 1981年7月31日 - ）は、アメリカ合衆国出身の俳優である。

## 人物
アメリカ合衆国のTVシリーズ、ゴシップ・ガールで大ブレイクしたハリウッド女優、ブレイク・ライヴリーの実兄である。

## 出演作品

### テレビ
- クライアント・リスト
- コバート・アフェア
- Lの世界（マーク）
- どこかでなにかがミステリー ケアリー

### 映画
- スノークラッシュ
- 24 -TWENTY FOUR- リデンプション（ロジャー・テイラー）
- 男と女の不都合なセックス事情
- LIVE! ライブ
- ファイナル・デッド
- バタフライ・エフェクト2（ニック・ラーソン）
- UPRISING アップライジング
- アメリカン・パイ